# Приволжский (Волгоградская область)
Приволжский — посёлок в Светлоярском районе Волгоградской области. Административный центр Приволжского сельского поселения Светлоярского района.
Население — 1220 (2010)

## Физико-географическая характеристика
Посёлок расположен в степи на границе Ергенинской возвышенности и Сарпинской низменности, на правом берегу рек Малая и Большая Тингута, при впадении первой в последнюю. Средняя высота над уровнем моря — 28 метров. В окрестностях распространены светло- и лугово-каштановые почвы.
Географическое положение
По автомобильным дорогам расстояние до областного центра города Волгограда (до центра города) составляет 68 км, до районного центра посёлка Светлый Яр — 44 км, до административной границы с Республикой Калмыкия — 14 км. Ближайший населённый пункт посёлок Новосад расположен в 1 км к востоку от Приволжского.
Климат
Климат континентальный, засушливый, с жарким летом и относительно холодной и малоснежной зимой (согласно классификации климатов Кёппена — Dfa). Среднегодовая температура воздуха положительная и составляет + 8,7 °C. Средняя температура самого холодного января −6,9 °С, самого жаркого месяца июля +24,7 °С. Многолетняя норма осадков — 362 мм. В течение года количество осадков распределено относительно равномерно: наименьшее количество осадков выпадает в марте и апреле (норма осадков — по 23 мм), наибольшее количество — в июне (37 мм).
| Климатограмма Приволжский                                           | Климатограмма Приволжский | Климатограмма Приволжский | Климатограмма Приволжский | Климатограмма Приволжский | Климатограмма Приволжский | Климатограмма Приволжский | Климатограмма Приволжский | Климатограмма Приволжский | Климатограмма Приволжский | Климатограмма Приволжский | Климатограмма Приволжский |
| ------------------------------------------------------------------- | ------------------------- | ------------------------- | ------------------------- | ------------------------- | ------------------------- | ------------------------- | ------------------------- | ------------------------- | ------------------------- | ------------------------- | ------------------------- |
| Я                                                                   | Ф                         | М                         | А                         | М                         | И                         | И                         | А                         | С                         | О                         | Н                         | Д                         |
| 32 −4 −10                                                           | 25 −3 −10                 | 23 2 −5                   | 23 15 4                   | 35 24 11                  | 37 28 16                  | 35 31 19                  | 32 29 17                  | 26 22 11                  | 22 13 4                   | 35 4 −2                   | 37 −1 −6                  |
| Температура в °C • Сумма осадков в мм Источник: CLIMAT: Приволжский |                           |                           |                           |                           |                           |                           |                           |                           |                           |                           |                           |

## История
Посёлок Приволжский основан в годы коллективизации как центральная усадьба овцеводческого совхоза № 8 «Приволжский». В 1939 году образован Приволжский поселковый совет. Указом Президиума Верховного Совета РСФСР от 18 июня 1954 года и на основании решения облисполкома от 26 июня 1954 года № 15/801 Приволжский поссовет ликвидирован и включён в состав Цацынского сельсовета. Вновь образован решением Сталинградского облисполкома от 12 сентября 1957 года. Этим же решением посёлку совхоза № 8 присвоено наименование посёлок Приволжский. Решением Волгоградского облисполкома от 23 июня 1962 года № 14/362 в Светлоярском районе был переименован Приволжский поселковый Совет в Приволжский сельсовет.

## Население
Динамика численности населения
| 2002 |
| ---- |
| 1050 |

| 2010 |
| ---- |
| 1220 |

## Инфраструктура
Развито овцеводство.
Личное подсобное хозяйство.

## Транспорт
К посёлку имеет 5-км подъезд от федеральной автодороги «Каспий» (Подъезд к г. Элисте) Р22